# Canton de Neuilly-Plaisance
Le canton de Neuilly-Plaisance est une ancienne division administrative française située dans le département de la Seine-Saint-Denis et la région Île-de-France.

## Histoire

### Canton du département deSeine-et-Oise
Le canton de Neuilly-Plaisance du département de Seine-et-Oise est créé par l'article 11 du décret du 28 janvier 1964, qui a scindé l'ancien canton du Raincy, créé en 1882, en :
- le nouveau canton du Raincy, composé des communes de Gagny, Montfermeil et Le Raincy ;
- le canton de Livry-Gargan, composé des communes de Clichy-sous-Bois, Coubron, Livry-Gargan et Vaujours ;
- Le canton de Neuilly-Plaisance , composé des communes de Gournay-sur-Marne, Neuilly-sur-Marne, Neuilly-Plaisance et Noisy-le-Grand[1].

### Canton du département de laSeine-Saint-Denis
Le canton de Neuilly-Plaisance a été recréé par le décret du 20 juillet 1967, lors de la constitution du département de la Seine-Saint-Denis. Il comprenait alors les communes de Neuilly-Plaisance et Neuilly-sur-Marne.
La commune de Neuilly-sur-Marne en a été extraite lors du redécoupage cantonal de 1976, afin de créer le canton de Neuilly-sur-Marne, qui ne comprenait que cette commune.
Un nouveau découpage territorial de la Seine-Saint-Denis entre en vigueur à l'occasion des premières élections départementales suivant le décret du 21 février 2014. Les conseillers départementaux sont, à compter de ces élections, élus au scrutin majoritaire binominal mixte. Les électeurs de chaque canton élisent au Conseil départemental, nouvelle appellation du Conseil général, deux membres de sexe différent, qui se présentent en binôme de candidats. Les conseillers départementaux sont élus pour 6 ans au scrutin binominal majoritaire à deux tours, l'accès au second tour nécessitant 12,5 % des inscrits au 1er tour. En outre, la totalité des conseillers départementaux est renouvelée. Ce nouveau mode de scrutin nécessite un redécoupage des cantons dont le nombre est divisé par deux avec arrondi à l'unité impaire supérieure si ce nombre n'est pas entier impair, assorti de conditions de seuils minimaux. En Seine-Saint-Denis, le nombre de cantons passe ainsi de 40 à 21.
Dans ce cadre, la commune de Neuilly-Plaisance, qui était la seule du canton, intègre le canton de Villemomble.

## Administration
| Période | Période | Identité           | Étiquette        | Qualité |
| ------- | ------- | ------------------ | ---------------- | --- |
| 1964    | 1976    | Charles Cathala    | DVD              | Directeur de société Sénateur (1968 → 1977) Maire de Neuilly-Plaisance (1947 → 1977)                                                          |
| 1976    | 1982    | André Macé         | PCF              | Permanent politique Maire de Neuilly-Plaisance (1977 → 1983)                                                                                  |
| 1982    | 2001    | Christian Demuynck | RPR              | Professeur d'éducation physique et sportive Député (1986 → 1988 et 1993 → 1995) - Sénateur (1995 → 2011) Maire de Neuilly-Plaisance (1983 → ) |
| 2001    | 2015    | Pierre Facon       | UMP puis FED-UDI | Conseiller municipal de Neuilly-Plaisance (2001 → 2014)                                                                                       |

## Composition
| Nom                           | Code Insee | Intercommunalité         | Population (dernière pop. légale) |
| ----------------------------- | ---------- | ------------------------ | --------------------------------- |
| Neuilly-Plaisance (chef-lieu) | 93049      | Métropole du Grand Paris | 21 005 (2014)                     |

## Démographie
| 1968   | 1975   | 1982   | 1990   | 1999   | 2006   | 2011   | 2012   |
| ------ | ------ | ------ | ------ | ------ | ------ | ------ | ------ |
| 17 613 | 18 185 | 16 960 | 18 195 | 18 236 | 19 952 | 20 703 | 20 755 |